# Statul Maghiar
Statul Maghiar (în limba maghiară: Magyar Állam), cunoscut și sub denumirea Guvernul Unității Naționale (în limba maghiară: Nemzeti Összefogás Kormánya) a fost un stat efemer marionetă al Germaniei Naziste, format pe 16 octombrie 1944, după ce regentul Miklós Horthy a fost îndepărtat de la putere de naziștii maghiari.. Liderul partidului nazist maghiar - Partidul Crucilor cu Săgeți – Ferenc Szálasi s-a autoproclamat Liderul națiunii maghiare (Nemzetvezető) în locul lui Horthy. Principalul obiectiv al noului stat a fost menținerea controlului naziștilor în țară, în condițiile în care frontul ajunsese și în Ungaria.

## Istoric
După preluarea puterii de către naziștii maghiari, Ungaria a trebuit să facă față atât ofensivei armatei Uniunii Sovietice și trupelor române (care eliberaseră Transilvania) cât și distrugerii infrastructurii naționale de către armata germană în retragere. În decembrie 1944, după câteva zile de la crearea noului guvern, a izbucnit Bătălia de la Budapesta. În timpul acestei bătălii, Armata I maghiară, care a participat la luptele pentru apărarea capitalei alături de trupele germane, a fost decimată. Până la mijlocul lunii februarie, capitala maghiară a trecut ferm sub controlul Armatei Roșii.. Armata a 3-a maghiară a luptat alături de trupele germane și în ultima mare ofensivă germană a celui de-al Doilea Război Mondial, Operațiunea Frühlingserwachen (Bătălia de la lacul Balaton) din martie 1945. În aprilie, forțele armate maghiare erau practic distruse iar Germania Nazistă se afla la rândul ei aproape de înfrângerea finală.
Statul Maghiar și-a încetat existența oficială odată cu capitularea Germaniei Naziste.